# Florence Foster Jenkins (película)
Florence Foster Jenkins es una película biográfica dirigida por Stephen Frears y escrita por Nicholas Martin. Su protagonista es Meryl Streep, quien interpreta a Florence Foster Jenkins, una excéntrica heredera neoyorquina que se convirtió en cantante lírica a pesar de su escaso talento musical. Otros miembros del elenco son Hugh Grant, Simon Helberg, Nina Arianda y Rebecca Ferguson. El rodaje comenzó en mayo de 2015 en Londres, Inglaterra.

## Reparto
- Meryl Streep como Florence Foster Jenkins.
- Hugh Grant como St. Clair Bayfield.
- Simon Helberg como Cosmé McMoon.
- Nina Arianda como Agnes Stark.
- Rebecca Ferguson como Kathleen Weatherley Bayfield.
- John Kavanagh como Arturo Toscanini.

## Argumento
Florence Foster Jenkins tenía el dinero suficiente para vivir de las rentas durante el resto de sus días, pero su obsesión por triunfar en el mundo de la música hizo que invirtiera toda su fortuna en un propósito a priori inalcanzable y, por qué no decirlo, casi suicida. Su pasión por el canto no era compartida por su rico progenitor y la joven de Pensilvania decidió fugarse a Filadelfia para empezar una carrera como maestra y pianista. En 1885, con 17 años, se casó con Frank Thornton Jenkins, un médico que le contagió la sífilis y desapareció poco después de la boda. Más tarde se mudó a Nueva York, donde fomentó el ambiente musical de la ciudad a través de The Verdi Club, un local donde daba recitales para gente acaudalada, especialmente a su círculo de amistades, formado sobre todo por señoras de escaso oído que se sentían fascinadas por el carisma de Jenkins y su habilidad para hacerlas reír. Ataviada con trajes imposibles que ella misma diseñaba y heredera de una gran fortuna tras la muerte de sus padres, Florence se empecinó en comenzar una carrera como cantante de ópera pasados los 40 años. Poco importaba que tuviera una voz espantosa; ella se comparaba en vano con estrellas de la talla de Frieda Hempel o Luisa Tetrazzini. Su devoción por deleitar al público con sus graznidos creyendo que se trataba del dulce canto de un pájaro la convirtió en un icono que logró vender más discos que muchos otros de sus talentosos contemporáneos. En 1912, con 44 años, dio su primer recital, animada por un aristocrático aunque mediocre actor británico, St. Clair Bayfield, que se convirtió en su mánager y después en marido de conveniencia.

## Premios

### Premios Óscar
| Año  | Categoría                 | Receptor        | Resultado |
| ---- | ------------------------- | --------------- | --------- |
| 2016 | Mejor actriz              | Meryl Streep    | Nominada  |
| 2016 | Mejor diseño de vestuario | Consolata Boyle | Nominada  |

### Globos de Oro
| Año  | Categoría                          | Receptor                           | Resultado |
| ---- | ---------------------------------- | ---------------------------------- | --------- |
| 2016 | Mejor película - Comedia o musical | Mejor película - Comedia o musical | Nominada  |
| 2016 | Mejor actriz - Comedia o musical   | Meryl Streep                       | Nominada  |
| 2016 | Mejor actor - Comedia o musical    | Hugh Grant                         | Nominado  |
| 2016 | Mejor actor de reparto             | Simon Helberg                      | Nominado  |

### Premios BAFTA
| Año  | Categoría                     | Receptor                       | Resultado |
| ---- | ----------------------------- | ------------------------------ | --------- |
| 2016 | Mejor actriz                  | Meryl Streep                   | Nominada  |
| 2016 | Mejor actor de reparto        | Hugh Grant                     | Nominado  |
| 2016 | Mejor diseño de vestuario     | Consolata Boyle                | Nominada  |
| 2016 | Mejor maquillaje y peluquería | J. Roy Helland Daniel Phillips | Ganadores |

### Premios SAG
| Año                       | Categoría    | Receptor | Resultado |
| ------------------------- | ------------ | -------- | --------- |
| 2016                      |              |          |           |
| Mejor actriz protagonista | Meryl Streep | Nominada |           |
| Mejor actor de reparto    | Hugh Grant   | Nominado |           |